# 聯合國安全理事會第2087號決議
联合国安全理事会第2087号决议于2013年1月22日一致通过，回顾了此前关于朝鲜局势的所有相关决议，包括第825（1993）、1540（2004）、1695（2006）、1718（2006）和1874（2009）号决议，決議谴责了朝鲜民主主义人民共和国於2012年12月12日发射火箭的行動。